# Taeniacara candidi
Genre
Espèce
Taeniacara candidi est un poisson appartenant à la famille des Cichlidae.